# سمیرا علیخان‌زاده
سمیرا علیخان‌زاده هنرمند ایرانی متولد ۱۳۴۶ خورشیدی در تهران است. او در حال حاضر در تهران زندگی می‌کند.
علیخان‌زاده نقاشی را زیر نظر استادش، آیدین آغداشلو، آغاز کرد. او مدرک کارشناسی هنرهای زیبا از دانشگاه الزهرا و فوق‌لیسانس نقاشی از دانشگاه آزاد اسلامی دارد.
او از رنگ اکریلیک، آینه و تصاویر قدیمی، اغلب تصاویر خانوادگی، در کارهای هنری‌اش استفاده می‌کند. هدف‌اش از به‌کاربردن این تصاویر قدیمی، کاوش گذشته و هویت در ایران امروزی است. او در بعضی از کارهایش از قالی‌ها ایرانی نیز استفاده می‌کند.
کارهای علیخان‌زاده تا به حال در نمایشگاه‌های هنری در امارات متحده عربی، کانادا، ایالات متحده و فرانسه به‌نمایش گذاشته شده‌اند. کارهای هنری او در موزه هنر شهرستان لس‌آنجلس نیز به نمایش درآمده‌اند. او نمایندهٔ ایران در بی‌ینال پنجاه و هشتم ونیز در سال ۱۳۹۸ بود.